# محمد علي فاضل
السيد محمد علي فاضل أفندي بن خليل بن عبد الله افندي آل عبد الحافظ (1864-1935)، حقوقي وقاضي وسياسي ووزير عراقي عاصر الفترتين العثمانية والملكية العراقية.

## ولادته وحياته
ولد في الموصل عام 1864م، ودرس واخذ العلم على يد علماء عصرهِ، فقد كان نائباً عن الموصل في مجلس المبعوثان في العهد العثماني، وأول وزير عراقي للأوقاف في العهد الملكي، ثم عضو مجلس الأعيان العراقي. ووالد الوزير العراقي عبد الإله حافظ .
تحدث عنه السير مارك سايكس في كتابهِ الشهير «تراث الخليفة الاخير» (بالإنجليزية: The calips last Heritage)‏ المطبوع بلندن سنة 1915 دون أن يذكر اسمه قائلا إنه التقى مبعوث الموصل، رجل صغير الحجم، ذو لحية شقراء، وقور، يرتدي جبة وعمامة بيضاء.

## مناصبه
شغل منصب رئيس كتاب في المحكمة الشرعية بالموصل ثم مبعوث (نائب) عن ولاية الموصل في مجلس المبعوثان (أحد غرفتي المجلس العمومي العثماني)، وكان له دور مهم في البرلمان العثماني مع داود يوسفاني، نائب الموصل الآخر في مجلس المبعوثان سنة 1908.
بعد تشكيل الدولة العراقية الحديثة، ظهر اسمه في هيئة الوزارة الأولى على أنه وزير النافعة (أو الأشغال والمواصلات) لكن ذلك الامر عُدل ليكون وزيرا للاوقاف، واستمر وزيرا للاوقاف في ثلاث وزارات متتابعة، حيث اختير ليكون وزيرا للأوقاف في وزارة السيد عبد الرحمن النقيب الأولى للفترة 25 تشرين الأول 1920 إلى 22 آب 1921. كذلك اختير ليكون وزيرا للأوقاف في وزارة السيد عبد الرحمن النقيب الثانية للفترة 12 أيلول 1921 إلى 19 آب 1922، ثم اختير ثالثة ليكون وزيرا في الوزارة النقيبية الثالثة للفترة 20 أيلول 1922 إلى 16 تشرين الثاني 1922. كما اختير بعد ذلك ليكون عضوا في مجلس الأعيان.

## عائلته
ولده عبد الإله آل عبد الحافظ أو عبد الإله حافظ، ولد في الموصل سنة 1895 وتوفي سنة 1976، سياسي واقتصادي وطبيب أسنان ونائب عن الموصل في مجلس النواب، ووزير لعدة وزارات في العهد الملكي. كما شغل منصب محافظ للبنك المركزي العراقي.

## وفاته
توفي في 1 نيسان 1935.

## كتب عنه
كتب عنه أ.د. إبراهيم خليل العلاف في رسالته للماجستير عن ولاية الموصل.